# Seleção Russa de Futebol Feminino
A Seleção Russa de Futebol Feminino representa a Rússia no futebol feminino internacional. É uma potência, não só continental, mas também mundial, embora só tenha ido à Copa do Mundo por duas vezes. 